# Femmes au jardin (Monet)
Pour les articles homonymes, voir Femmes au jardin.
Femmes au jardin est un tableau réalisé par le peintre Claude Monet vers 1866. Il est conservé au musée d'Orsay, à Paris.
Le tableau est acquis par Frédéric Bazille auprès du peintre et reste dans sa collection jusqu'à sa mort lors de la guerre franco-allemande de 1870. 

## Œuvres précédentes de Monet sur le même thème
Avant de réaliser Femmes au jardin, Monet s'était déjà intéressé au motif de ces robes blanches dans un jardin d'été dans un projet précédent, Le Déjeuner sur l'herbe :
| Tableau | Titre                                                                        | Date      | Dimensions   | Lieu d’exposition             |
| ------- | ---------------------------------------------------------------------------- | --------- | ------------ | ----------------------------- |
|         | Les Promeneurs ou Bazille et Camille (Étude pour le Le Déjeuner sur l’herbe) | 1865      | 93 × 69 cm   | Collection Ailsa Mellon Bruce |
|         | Le Déjeuner sur l’herbe                                                      | 1865-1866 | 60 × 74 cm   | Musée Pouchkine (Moscou)      |
|         | Le Déjeuner sur l’herbe (panneau de droite)                                  | 1865-1866 | 248 × 217 cm | Musée d'Orsay, Paris          |
|         | Le Déjeuner sur l’herbe (panneau gauche)                                     | 1865-1866 | 418 × 150 cm | Musée d'Orsay                 |

## Contexte
Monet s'est installé près de la gare de Ville d'Avray au printemps 1866, où il loue une petite maison. Après avoir eu de grandes difficultés avec son projet de Déjeuner sur l'herbe, notamment en raison de la taille de la toile, il est décidé à faire des tableaux de taille plus modeste et plus faciles à dissimuler devant les menaces de saisies qui le guettent. Ses soucis financiers se dissipent quelque peu avec le soutien renouvelé de sa tante Lecadre, rassurée par les ambitions plus modestes de son neveu. 
Pendant ce temps se tient le Salon de 1866, et Monet a vu son tableau Camille ou La Femme à la robe verte y rencontrer un vif succès. Il fait quelques ventes lui assurant une rentrée d'argent. 
Porté par ces encouragements, Monet se lance dans Femmes au Jardin, dont la taille rappelle son projet précédent inachevé. Il doit creuser une tranchée pour pouvoir travailler sur le motif. Toujours sous la crainte d'une saisie, il doit emporter la toile en Normandie lorsqu'il retourne en famille durant l'été. De retour à Paris en février 1867, il la termine pour qu'elle soit présentée au Salon de 1867, mais elle est refusée. Bazille, dont les toiles sont aussi refusées, décide de ne plus présenter d'œuvres et forme le projet de créer une exposition réservée aux jeunes artistes de sa génération. Courbet et Manet le lance sous la forme d'une souscription publique, avec pour objectif une tenue qui coïnciderait avec l'Exposition Universelle se déroulant à Paris cette année-là. Ils ne peuvent toutefois réunir les fonds nécessaires. Femmes au jardin va trouver preneur en la personne de Bazille, qui emporte la toile à Montpellier dans sa famille, pour un prix de 2500 francs payables à Monet par mensualités de 50 francs,.

## Sujet
Monet s'ingénie à traiter la représentation des personnages de manière très différente. Tantôt à l'ombre ou sous les rayons du soleil, celle des vêtements souligne, de surcroît, leur caractère statique ou dynamique. Celle des visages, très discrète voire cachée, confère à la scène un caractère mystérieux.  

## Devenir de l'œuvre
Le père de Frédéric, Gaston Bazille, devenu propriétaire à la mort de son fils durant la guerre de 1870, la cède en 1876 à Édouard Manet en échange de Frédéric Bazille peignant à son chevalet peint en 1867 par Auguste Renoir. La même année, Manet échange le tableau avec une toile de Monet auprès celui-ci. L'État français en fait l'acquisition auprès de Monet pour le musée du Luxembourg en 1921. Il est transféré au Louvre puis en 1986 au musée d'Orsay. 
Le tableau participe à une vingtaine d'expositions de 1921 à 2023, en Europe, aux États-Unis, au Japon et à Abu-Dhabi. 

## Postérité
L'administration des PTT lui a consacré un timbre en 1972.
En 1984, Herman Braun-Vega intègre Femmes au jardin avec Le Balcon de Manet dans une composition élargie au premier plan de laquelle on trouve assises deux pauvres péruviennes. Dans ce tableau intitulé En attendant (Monet et Manet), Braun-Vega souligne le contraste entre l'aisance du Nord, représentée par les personnages endimanchés de Monet et Manet, et la pauvreté du Sud, représentée par les marchandes de légumes péruviennes. Braun-Vega fait également référence à Femmes au jardin dans L'attente de 1983, dans La espera en el campo de 1986, et dans Le temps des cerises de 1987.